# Csaba Gercsák
Csaba Gercsák (Budapest, Hungría, 19 de agosto de 1988) es un nadador húngaro especializado en pruebas de larga distancia en aguas abiertas, donde consiguió ser medallista de bronce mundial en 2011 en los 25 kilómetros en aguas abiertas.

## Carrera deportiva
En el Campeonato Mundial de Natación de 2011 celebrado en Shanghái (China), ganó la medalla de bronce en los 25 kilómetros en aguas abiertas, con un tiempo de 5:11:18 segundos, tras el búlgaro Petar Stoychev  (oro con 5:10:39 segundos) y el ruso Vladimir Dyatchin  (plata con 5:11:15 segundos).